# Linum villarianum
Linum villarianum är en linväxtart som beskrevs av Carlos Pau. Linum villarianum ingår i släktet linsläktet, och familjen linväxter. Inga underarter finns listade i Catalogue of Life.